# San José Coapa
San José Coapa är en ort i Mexiko.   Den ligger i kommunen Morelia och delstaten Michoacán de Ocampo, i den södra delen av landet, 240 km väster om huvudstaden Mexico City. San José Coapa ligger 2 079 meter över havet och antalet invånare är 619.
Terrängen runt San José Coapa är kuperad. Runt San José Coapa är det tätbefolkat, med 493 invånare per kvadratkilometer. Närmaste större samhälle är Acuitzio del Canje, 8,8 km sydost om San José Coapa. I omgivningarna runt San José Coapa växer huvudsakligen savannskog.